# Hendrik Pfeiffer

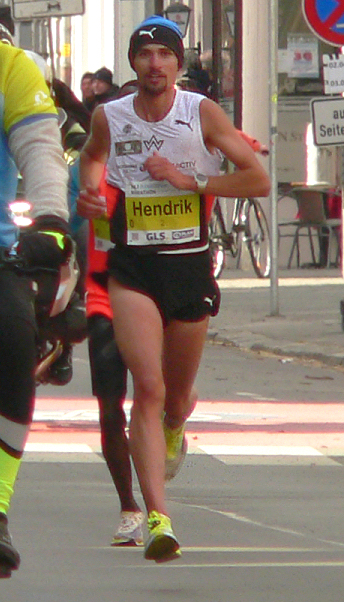
Hendrik Pfeiffer, Gewinner des Hannover-Marathon 2022

Hendrik Pfeiffer (* 18. März 1993 in Düsseldorf, Nordrhein-Westfalen) ist ein deutscher Leichtathlet. Er trat bei den Olympischen Spielen 2020 in Tokio im Marathonlauf an.

## Sportliche Laufbahn
Hendrik Pfeiffers Interesse galt ursprünglich dem Fußballspiel. Um sich konditionell weiter zu verbessern, schloss er sich parallel zum Fußballspielen dem Leichtathletikverein LAZ Rhede an. Ein Jahr später wechselte er endgültig die Sportart.
Er entwickelte seine Lauffähigkeit zu immer längeren Strecken. Bis zum Erreichen der Altersgrenze im Oktober 2015 gehörte Pfeiffer dem Nachwuchselite-Team NRW der Sportstiftung NRW an.
Am 24. April 2016 debütierte Hendrik Pfeiffer in Düsseldorf auf der Marathondistanz und erfüllte in einer Zeit von 2:13:11 h auf Anhieb die Norm für die Olympischen Spiele in Rio de Janeiro.
Aber schon wenige Wochen später musste Pfeiffer bei den Europameisterschaften in Amsterdam gesundheitsbedingt – wie auch Arne Gabius – beim Halbmarathon aufgeben. 
Ihn und Gabius ereilte das gleiche Schicksal: Beide wurden für die Olympischen Spiele nominiert, mussten aber auf die Teilnahme verzichten, da sich ihr Gesundheitszustand nicht besserte.
Es sei nicht seine „Philosophie vom Laufen, Schmerztabletten einzuwerfen“, äußerte Pfeiffer. Für ihn rückte Julian Flügel als Teilnehmer nach.
Im Oktober 2017 gewann er bei seinem zweiten Rennen über die Marathondistanz den Köln-Marathon und unterbot dabei die Qualifikationsnorm für die Leichtathletik-EM 2018 in Berlin. Hendrik Pfeiffer wurde vom DLV für die Leichtathletik-Europameisterschaften 2018 nominiert, musste seine Teilnahme jedoch wie schon bei den Olympischen Spielen 2016 aufgrund von Fersenproblemen absagen.
Beim Vivawest-Marathon 2018 stellte der damals 25-Jährige einen Guinness-Weltrekord Schnellster Halbmarathon im Anzug (männlich) auf, um auf die Möglichkeit, Profisport und Berufsleben im Rahmen einer dualen Karriere zu verknüpfen, aufmerksam zu machen.
Beim Sevilla-Marathon 2020 stellte Pfeiffer mit einer Zeit von 2:10:18 h eine neue persönliche Bestzeit im Marathonlauf auf. Ihm gelang damit die Qualifikation für die Olympischen Spiele 2020. Im März 2021 erkrankte Pfeiffer an COVID-19, weshalb er sein Training für vier Wochen pausieren musste. Im Marathonlauf bei den Olympischen Spielen erreichte er am 8. August 2021 mit einer Zeit von 2:20:43 h den 50. Platz.
Hendrik Pfeiffer startet seit 2025 für Düsseldorf Athletics und war zuvor beim TK Hannover, TV Wattenscheid 01 und beim LAZ Rhede. Er ist Teil des Perspektivkaders des Deutschen Leichtathletik-Verbandes (DLV). Er studiert Journalismus an der TU Dortmund.
Im Januar 2024 erzielte Pfeiffer als Dritter des Houston-Marathons mit 2:07:14 h eine neue persönliche Bestzeit.
Im Mai 2025 gewann Pfeiffer mit einer gelaufenen Distanz von 66,74 km den Wings for Life World Run in München und als schnellster Deutscher belegte der 32-Jährige in der weltweiten Wertung den sechsten Rang.

## Privates
Seit Januar 2024 ist er mit der Leichtathletin Esther Jacobitz (* 1997) verheiratet.

## Persönliche Bestzeiten
Halle
- 3000 m: 8:29,59 min, Leverkusen, 15. Januar 2012

Freiluft
- 3000 m: 8:10,58 min, Rhede, 11. Juli 2014
- 5000 m: 14:04,56 min, Ulm, 27. Juli 2014
- 10.000 m: 29:16,14 min, Aichach, 3. Mai 2014
- 10-km-Straßenlauf: 28:24 min, Berlin, 26. Juli 2025
- Halbmarathon: 1:02:05 h, Dresden, 21. März 2021
- Marathon: 2:07:14 h, Houston, 14. Januar 2024

## Erfolge (Auswahl)
national
- 2012: 4. Platz deutsche Meisterschaften im 10.000-Meter-Lauf (U23)
- 2013: 3. Platz deutsche U23-Meisterschaften (5000 m)
- 2014: Deutsche Meisterschaften im 10.000-Meter-Lauf (U23-Meister)
- 2015: 3. Platz Deutsche Meisterschaften im 10.000-Meter-Lauf (U23)
- 2015: Deutscher Vizemeister 10-km-Straßenlauf (U23)
- 2017: 2. Platz Deutsche Halbmarathon-Meisterschaft
- 2022: Deutscher Meister beim Hannover-Marathon
- 2024: 1. Platz EVL-HalbMarathon[18]

international
- 2011: 7. Platz Crosslauf-Europameisterschaften (Mannschaft)
- 2014: 6. Platz Crosslauf-Europameisterschaften (U23-Mannschaft)
- 2016: 3. Platz Düsseldorf-Marathon
- 2017: 1. Platz Köln Marathon
- 2019: 1. Platz Köln Marathon
- 2022: 1. Platz Hannover Marathon
- 2023: 16. Platz Boston Marathon in 2:12:22 h
- 2024: 3. Platz Houston Marathon in 2:07:14 h